# Paranelytra bruneri
Paranelytra bruneri är en insektsart som beskrevs av Heinrich Hugo Karny 1907. Paranelytra bruneri ingår i släktet Paranelytra och familjen vårtbitare. Inga underarter finns listade i Catalogue of Life.